# Zolitūde (przystanek kolejowy)
Zolitūde (ros. Золитуде) – przystanek kolejowy w miejscowości Ryga, na Łotwie. Położony jest na linii Ryga (Torņakalns) - Tukums.